# 흑교로
흑교로(Heukgyo-ro)는 부산광역시 중구 부평동2가 부평 교차로와 서구 부용사거리를 잇는 부산광역시의 도로이다. 옛 검정다리(흑교사거리)를 지나는 길이라 해서 흑교로로 명명되었다. 부평 교차로에서 흑교사거리 구간은 부산광역시도 제5103호선에 속한다.

## 연혁
- 2009년 7월 8일 : 2개 이상 구·군에 걸쳐 있는 도로로 흑교로를 고시[1]

## 주요 경유지
부산광역시
- 중구 - 서구

## 노선
- 연한 파란색(■): 부산광역시도 제5103호선 구간

| 이름        | 접속 노선                                          | 소재지     | 소재지 | 비고 |
| ----------- | -------------------------------------------------- | ---------- | ------ | ---- |
| 부평 교차로 | 부산광역시도 제51호선 (보수대로) 광복로 까치고개로 | 부산광역시 | 중구   | 시점 |
| 보수사거리  | 부산광역시도 제6301호선 (대청로)                   | 부산광역시 | 중구   |      |
| 흑교사거리  | 부산광역시도 제51호선 (보수대로)                   | 부산광역시 | 중구   |      |
| 흑교사거리  | 부산광역시도 제51호선 (보수대로)                   | 부산광역시 | 서구   |      |
| 부용사거리  | 부산광역시도 제5101호선 (구덕로) 부용로            | 부산광역시 |        |      |

## 주요 건물 및 시설
- 중부산세무서 (부산광역시 중구 흑교로 64)
- 보수초등학교 (부산광역시 중구 흑교로 74)
- 보수파출소 (부산광역시 중구 흑교로 77)